# Paperino e la pazienza
Paperino e la pazienza (Cured Duck) è un film del 1945 diretto da Jack King. È un cortometraggio animato della serie Donald Duck, prodotto dalla Walt Disney Productions e uscito negli Stati Uniti il 26 ottobre 1945, distribuito dalla RKO Radio Pictures.

## Trama
Paperino si reca a casa di Paperina offrendosi di aprirle la finestra, ma non avendola sbloccata lui si arrabbia e inizia a distruggere l'abitazione. Delusa dal comportamento del fidanzato, lei lo caccia via ordinandogli di non tornare mai più finché non avrà cambiato carattere. Così Paperino ritorna a casa vergognandosi di quello che ha fatto; mentre se ne va il papero trova un giornale, dove c'è un annuncio per ricevere tramite posta un articolo che potrebbe risolvere il suo problema: ovvero una "macchina da offese". Quando arriva alla casa del papero, la macchina da offese sfida Paperino a non perdere la pazienza per dieci minuti, durante i quali essa gli fa una serie di scherzi anche pesanti e lo offende. Anche se con alcune difficoltà il papero riesce a resistere al trattamento, così la macchina gli consegna un diploma da "papero nuovo". Il giorno dopo Paperino va a casa di Paperina mostrandole i risultati così lei sceglie di uscire con lui. Quando però il papero vede il nuovo cappello della fidanzata si mette a ridere istericamente credendo che sia divertente; Paperina irritata inizia a picchiarlo con una scopa, dimostrando anche lei di avere un caratteraccio.

## Distribuzione

### Edizioni home video

#### VHS
- Serie oro – Paperina (novembre 1985)
- Cartoon Classics – Io Paperino! (novembre 1995)
- Paperino piume, guai e simpatia (maggio 1999)
- Paperino campione di allegria (ottobre 2001)

#### DVD
Il cortometraggio è incluso nel DVD Walt Disney Treasures: Semplicemente Paperino - Vol. 2.